# República Popular Húngara (1918-1919)
La República Popular Húngara (en húngaro: Magyar Népköztársaság) fue el nombre de la breve república creada tras la disolución del Imperio austrohúngaro el 16 de noviembre de 1918 y la proclamación de la independencia de Hungría del Imperio. 
Nacida a partir del comité nacional controlado por la coalición de los partidos socialdemócrata, radical y de Mihály Károlyi, trató de reformar el Estado, mantener sus fronteras austrohúngaras y negociar la paz con la Triple Entente. Ante la imposibilidad de conservar la integridad territorial, cedió el poder a una coalición de comunistas y socialistas que proclamó la República Soviética Húngara en marzo de 1919. Resurgió brevísimamente tras la derrota de esta a manos de los ejércitos de los Estados vecinos en agosto de 1919, siendo sustituida a los pocos días por el reino restaurado.

## Antecedentes
El 31 de octubre de 1918, se creó un Gobierno de coalición que controlaría la política de la república mediante un pacto entre el Partido Socialdemócrata, el Partido Radical y el partido de Mihály Károlyi. Este último, dirigente del ala izquierda de los Independientes, presidió el nuevo gabinete. Estos partidos defendían entonces la adopción de un sistema político democrático  basado en la justicia social y la equidad de trato de las minorías.
Paralizadas las fuerzas del antiguo régimen por la derrota en la guerra, la revolución triunfó casi incruentamente. El representante paradigmático de aquellas, el conde Esteban Tisza, fue una de las pocas víctimas, asesinado durante el periodo del alzamiento. La opinión pública y la capital respaldaban abrumadoramente al nuevo Gobierno de Károlyi. En el campo, las revueltas facilitaron el traspaso del poder a los consejos revolucionarios. La derecha se hallaba además dividida entre los partidarios de una restauración íntegra del viejo orden y aquellos pertenecientes a la derecha radical que defendían la necesidad de algunas reformas. Debilitados, estos grupos trataron al comienzo de contemporizar con el nuevo régimen.

## Gobierno de Károlyi (1918-1919)

### Proclamación de la república

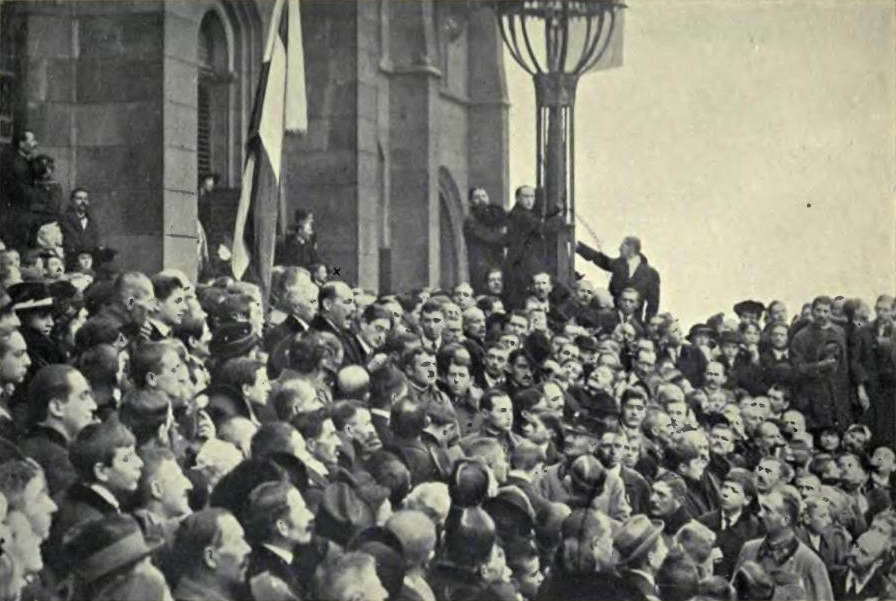
Mihály Károlyi dirigiéndose a la multitud desde la escalinata del Parlamento tras la proclamación de la república, el.

Desde el comienzo, la junta nacional exigió la proclamación de la república y la abolición de la dinastía. El representante del emperador del Imperio austrohúngaro Carlos I y rey de Hungría en Budapest, el archiduque José Augusto de Habsburgo-Lorena, convencido de la imposibilidad de conservar el sistema monárquico, mantuvo conversaciones con el monarca y logró que el 1 de noviembre este liberase a Károlyi y sus ministros de su juramento de lealtad. Asimismo, resolvió que a partir del 13 de noviembre renunciaría a participar en los asuntos políticos húngaros y aceptaría de antemano la forma de Estado que la población decidiese adoptar. Tres días más tarde, el 16 de noviembre de 1918, se proclamó la república popular. Se nombró a Károlyi presidente provisional, cargo que se convirtió en permanente el 11 de enero de 1919.

### Situación política
Derrotada y desacreditada temporalmente la derecha política, las riendas del gobierno quedaron firmemente en manos de la izquierda democrática. Durante varios meses, la recuperación del poder por los conservadores parecía quimérica. Al contrario que los numerosos refugiados, la población en general se opuso a la continuación de la guerra, a resistir con las armas la partición del país y dio prioridad a las reformas sociales y económicas, pendientes por largo tiempo. El cambio en el poder, sin embargo, no fue total; aunque los puestos claves del Ejército y la administración pasaron a manos de los seguidores del Gobierno, ambos contaban con numerosos partidarios del antiguo régimen, que se opusieron a las reformas.
Durante el primer mes de Gobierno, Károlyi, visto como aquel que había de aplicar las reformas políticas y económicas de los distintos grupos sociales, recibió el apoyo mayoritario de estos. Los obreros de las ciudades esperaban una transformación socialista; los campesinos, una profunda reforma agraria; y los intelectuales, la democratización de la sociedad. Se veía a Károlyi además como el único político capaz de pactar con los vencedores y evitar una partición total de Hungría. La Entente, sin embargo, no reconoció al Gobierno de Károlyi ni satisfizo las esperanzas de la población de evitar contarse entre los vencidos y ser ocupados.
Las esperanzas de cambio que sustentaban al gabinete de Károlyi se vieron menoscabadas por el caos posbélico. En septiembre alrededor de cuatrocientos mil soldados habían desertado y el mes siguiente este número aumentó. A los desertores se unieron los 725 000 prisioneros de guerra liberados por los soviéticos durante el otoño —cerca de medio millón de ellos provenían del territorio del antiguo reino—. A finales de noviembre, setecientos mil soldados regresaron del frente y en diciembre se habían desmovilizado más de un millón doscientos mil soldados. El caos causado por estos, junto con las revueltas campesinas, forzaron al Gobierno a concentrarse en el mantenimiento del orden y la protección de la propiedad y a aplazar las reformas, lo que redujo sus apoyos y favoreció a la derecha. El Gobierno consideraba fundamental el mantenimiento del orden como símbolo del control del poder ante los Aliados y para evitar las acusaciones de bolchevismo de los países vecinos.

### Debilidades del Gobierno
La debilidad del Gobierno se hizo pronto patente: la falta de una organización de masas que lo respaldase, un control imperfecto de las instituciones, la falta de una fuerza armada y una policía leales y su fracaso en política exterior eran sus principales puntos flacos. Károlyi no pudo contar tampoco con una administración competente y leal, llenándose esta de aventureros, oportunistas y opositores al nuevo régimen. Las unidades militares que le habían llevado al poder tampoco se unificaron nunca para crear un Ejército revolucionario fiel, siguieron siendo autónomas y a menudo fomentaron el caos. Las unidades verdaderamente leales al Gobierno eran extremadamente escasas. Los intentos de reclutamiento fracasaron ante la dureza de la vida militar, el cansancio bélico y las alternativas disponibles a los posibles voluntarios. Cuatro ministros de Defensa se sucedieron en los meses de la república popular y ni siquiera el último, el socialista Vilmos Böhm, logró crear un ejército proletario según el modelo austriaco ante la falta de voluntarios.
Cada vez quedó más claro que el Gobierno tenía que optar entre apoyarse en los antiguos oficiales del Ejército imperial o en las unidades leales a los socialistas, los únicos capaces de formar unidades que acabasen con el caos de la posguerra. Károlyi optó por los últimos, pero no logró su objetivo de controlar la alianza.

### Intentos de acuerdo con las minorías
A pesar de la derrota en la Primera Guerra Mundial, la mentalidad de muchos políticos magiares no había cambiado en lo concerniente a la conveniencia de la hegemonía magiar en Hungría. En el otoño de 1918, sin embargo, la intelectualidad se hallaba dividida entre los seguidores del sistema anterior, de control político total magiar, y un creciente número de partidarios de las reformas.

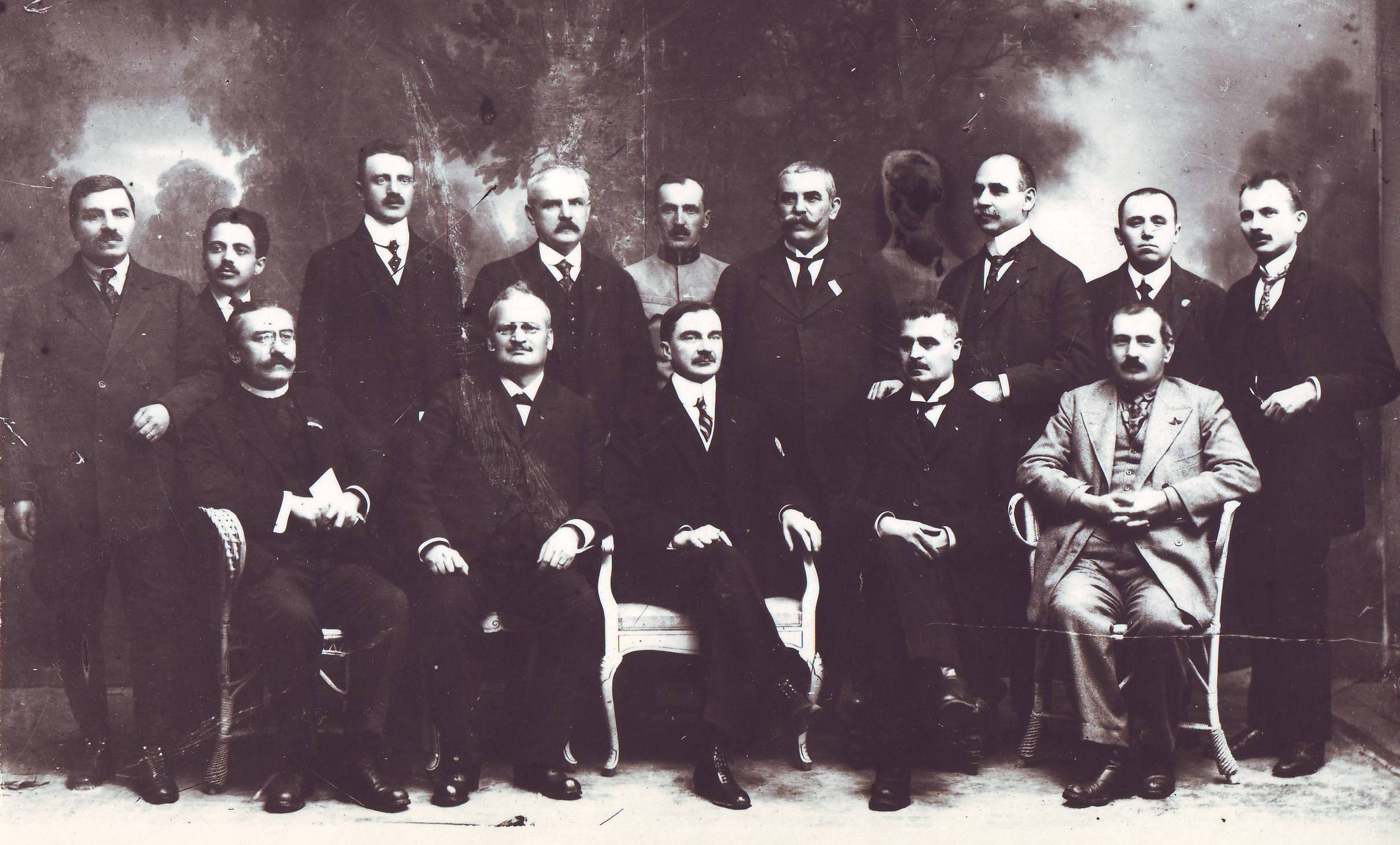
El directorio transilvano, formado por representantes rumanos de la región, pasó a controlarla. Iuliu Maniu —en el centro, sentado—, principal representante rumano, se negó a aceptar las propuestas de Jászi y exigió la secesión y la unión con Rumania.

Oszkár Jászi, eminente sociólogo y dirigente de los Radicales, fue nombrado ministro de Nacionalidades. Partidario del federalismo, trató de llegar a un acuerdo con las minorías que evitase el desmembramiento del territorio. El Gobierno trataba de conjugar, a través de Jászi, el respeto al derecho de autodeterminación con su deseo de mantener la integridad territorial de la nueva Hungría independiente, a pesar de sus escasas ilusiones de lograrlo. Un obstáculo para llegar a un acuerdo era el convencimiento, incluso de los políticos más reformistas, de la supremacía magiar sobre las minorías. A pesar del intento sincero de Károlyi y Jászi de convertir la opresión anterior en una protección de las nacionalidades minoritarias, su proyecto no dejaba de mostrar un cierto paternalismo hacia estas. En su meta de tratar de conservar la unidad territorial, Károlyi confiaba además en el mantenimiento de los postulados del presidente estadounidense Woodrow Wilson, que evitarían las excesivas exigencias territoriales de los países vecinos. Convencido de que las quejas de las minorías no se debían a la opresión magiar, sino a la aplicación de un sistema social y político anticuado por parte de la nobleza que había sometido por igual a magiares y minorías, consideraba que las reformas políticas, sociales y culturales acabarían con ellas.
Jászi, que planeaba reformar el Estado de acuerdo al modelo suizo, se trasladó rápidamente a Arad para comenzar las conversaciones con los dirigentes nacionalistas rumanos de Transilvania, que se iniciaron el 12 de noviembre. Dos días más tarde, el principal dirigente transilvano rumano, Iuliu Maniu, se presentó para participar en las conversaciones y defendió la postura de que la autodeterminación significaba la consecución de la soberanía nacional, pero refiriéndose únicamente a la población de cultura rumana. Al resto de las comunidades únicamente se les prometía una amplia autonomía cultural. Maniu contaba además con la ventaja de que conocía el tratado secreto de alianza entre Rumanía y la Entente que prometía a aquella la anexión de Transilvania, lo que hizo imposible el acuerdo con la delegación magiar.
El fracaso de las negociaciones en Arad desilusionó a la opinión pública magiar, indignándola. Toda la prensa, incluida la socialista, clamó en defensa de la integridad territorial de Hungría según las fronteras austrohúngaras.
El Gobierno de Praga interfirió las posteriores negociaciones de Jászi con el político eslovaco Milan Hodža; aquel no reconoció a Hodža como representante legítimo de los eslovacos. Mientras, las tropas checas avanzaron por territorio eslovaco, según el primer ministro checoslovaco, Karel Kramář, a invitación de los eslovacos y para evitar la anarquía ante la retirada de la administración húngara. Las negociaciones de Jászi no tenían posibilidades de fructificar ante el reconocimiento por la Entente de la nueva república checoslovaca, ya antes del comienzo de la Conferencia de Paz de París.

### Crisis fronterizas

Territorio bajo control de la nueva república al final de su existencia, en la primavera de 1919.

El Gobierno de Károlyi logró firmar el 9 de noviembre de 1918 un armisticio con la Entente en Belgrado. En este se delimitaron unas fronteras provisionales que debían separar a las tropas húngaras de las checoslovacas, rumanas y serbias (pronto yugoslavas). Estas cruzaron muy pronto las líneas de demarcación, con el visto bueno del alto mando de la Entente. El Gobierno no podía contar con un Ejército capaz: en parte por el cansancio bélico tras la guerra mundial, en parte por la desorganización interna y también por el pacifismo del propio Gobierno, no existían unas fuerzas armadas en las que Károlyi pudiese apoyarse para contrarrestar las agresiones de los Estados vecinos.

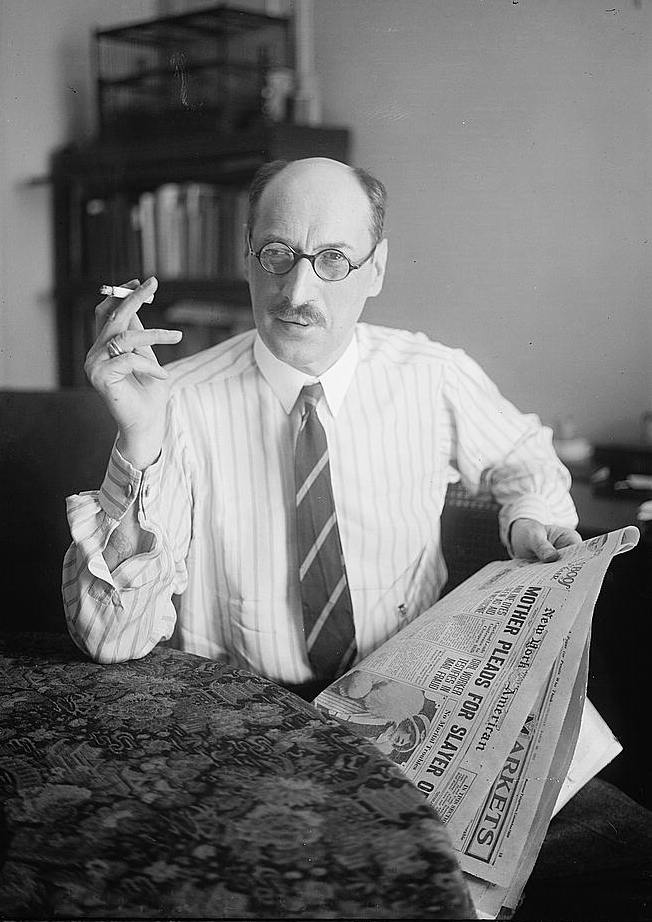
El primer ministro y posterior presidente de la república, Mihály Károlyi, trató de reformar profundamente el nuevo país y establecer un gobierno democrático, a la vez que intentó en vano mantener la integridad territorial según las antiguas fronteras, derrotado por el fuerte nacionalismo y la hostilidad de la Entente.

Para cuando el ministro de Nacionalidades comenzó sus negociaciones con los rumanos en Arad a mediados de noviembre, la administración y el Ejército magiares habían desaparecido de la región y las tropas rumanas ya habían cruzado la frontera de los Cárpatos. Se estaban creando milicias rumanas, y comités nacionales rumanos controlaban ya numerosas localidades. El 1 de diciembre de 1918, la asamblea nacional de los rumanos transilvanos proclamó la unión con Rumania. A continuación las tropas rumanas cruzaron el río Mureş (del húngaro: Maros) y ocuparon el territorio que se les había prometido en el acuerdo secreto de 1916. El Gobierno de Budapest, desconocedor del mismo, protestó. El 23 de diciembre, el coronel Vix —representante de la Entente en Budapest— informó al gabinete de Károlyi de la intención de esta de permitir la ocupación rumana de los territorios en disputa. En enero se frenó el avance rumano.
A la vez, el Gobierno protestó por el avance de las tropas yugoslavas más allá de las líneas trazadas en Belgrado en noviembre.
En las tres fronteras, tanto la administración militar como la civil (esto último a pesar de lo estipulado en el armisticio) pasaron a manos de las potencias ocupantes. El 25 de enero de 1919, se añadió un anexo al armisticio que reiteraba el carácter militar y no político de las fronteras provisionales, pero fue en vano.
El 25 de diciembre de 1918, se proclamó la autonomía de Rutenia, señal de su debilidad política, que le impedía optar por la independencia como las demás nacionalidades más poderosas.
La Entente, basándose en el reconocimiento de Checoslovaquia, exigió la evacuación de los territorios eslovacos, a lo que el Gobierno húngaro protestó refiriéndose al armisticio de Belgrado. La Entente respondió el 10 de enero de 1919 alegando que solo se podía aplicar a los frentes oriental y meridional y que la frontera norte quedaba excluida del mismo. A mediados de enero de 1919, se había completado la toma de los territorios eslovacos por parte de las tropas checas.

### Debilitamiento del Gobierno y caída
Ya en el discurso de Año Nuevo de Károlyi se manifestó la creciente desilusión del Gobierno ante la dura realidad política, que imponía el nacionalismo como solución y dejaba a Hungría claramente en el bando perdedor de la guerra.
A mediados de enero, las proclamas del gabinete mostraban su derrotismo y pasaron pronto a defender la celebración de plebiscitos como método de dirimir las diferencias territoriales con los países vecinos. Estos rechazaron la propuesta. Por las mismas fechas, la derecha radical acrecentó sus ataques a los moderados, lo que llevó al Gobierno a prohibir a los radicales de izquierda y de derecha: en febrero arrestó a los dirigentes comunistas y prohibió su partido y una asociación de ultraderecha. A pesar de sus conjuras, incapaz de organizarse y de presentar un programa atractivo para la mayoría de la población, la derecha radical no pudo aprovechar la creciente debilidad del Gobierno, al contrario que los comunistas, mucho menores en número, pero mejor organizados y con unos objetivos con mayor respaldo.
En marzo el Gobierno de Károlyi y sus aliados de la revolución de octubre habían perdido completamente sus ilusiones y ya el 2 de marzo el propio presidente Károlyi —nombrado para el cargo el 10 de enero de 1919— planteó la posibilidad de tratar de liberar el país por la fuerza, ante el fracaso de las sucesivas negociaciones. La falta de unas fuerzas armadas y el desorden interno hacían que esta propuesta fuese inviable. La intelectualidad y el proletariado radicalizados por las penurias de la posguerra y la lentitud de las reformas respaldaban cada vez con menos entusiasmo al Gobierno. El campesinado, privado de su ansiada reforma agraria y reprimido con dureza en ocasiones, también perdió su ilusión en Kaárolyi. La situación se radicalizó; creció la fuerza de la extrema izquierda y de la extrema derecha, y el Gobierno quedó debilitado por sus fracasos en política exterior y la falta de reformas internas.
El 20 de marzo, el coronel Vyx presentó una nueva exigencia en forma de ultimátum: las tropas magiares debían retirarse a una nueva línea de separación con las rumanas que resultaba favorable a estas. Ambos ejércitos quedarían separados por una zona neutral que comprendía regiones claramente magiares, como las ciudades de Debrecen y Szeged. Incapaz de aceptar una nueva cesión territorial, el Gobierno traspasó el poder a una coalición de comunistas y socialistas, que proclamó la República Soviética Húngara al día siguiente.

## Gobiernos provisionales (1919-1920)
Después de la derrota de la República Soviética Húngara, el 1 de agosto de 1919, el gobierno pasó a manos de los socialdemócratas sindicales, que formaron un gabinete con Gyula Peidl al frente. Peidl aspiraba a restaurar la democracia en Hungría, anulando los decretos revolucionarios. Su situación era delicada: las potencias Aliadas no lo reconocieron, la población lo recibió con hostilidad y las unidades rumanas se hallaban a las puertas de la capital. Pocos días después, el 6 de agosto y ya con la mitad de la capital en manos del Ejército rumano —ocupada a pesar de los deseos de los Aliados—, un grupo de contrarrevolucionarios derrocó al Gobierno de Peidl. Sus intentos de contentar a los Aliados con la inclusión de elementos burgueses no llegaron a fructificar.
István Friedrich, que había participado en el Gobierno de la república durante el periodo de Károlyi, ocupó la presidencia del nuevo Consejo de Ministros, mientras que el archiduque José Augusto de Austria, primo lejano del último emperador, ocupó en funciones la jefatura del Estado.